# Wyrzysk
Wyrzysk (udtale: [ˈvɨʐɨsk] (tysk: Wirsitz)  er en by i den nordlige del af  voivodskabet Storpolen i  den vestlige centrale del af Polen. Byen  har 5.085(2021) indbyggere og et areal på 	4,12 km², og er en del af powiatet Piła.

## Historie
Wyrzysk-området blev først etableret ved østgermanske bosættelser i begyndelsen af det første årtusinde e.Kr. I middelalderen blev Noteć en naturlig grænse mellem regionerne i Storpolen og Pommern, og området blev en del af den fremvoksende polske stat i det 10. århundrede under Piast-dynastiet. Senere modstod den længe de tyske markgreves ekspansion, og siden 1200-tallet også Teutoniske Riddere. Med tiden adopterede lokalbefolkningen det polske navn Krajna for området nord for Noteć. Til sidst erobrede den polske hersker Bolesław 3. Wrymouth (1106-1138) slottene ved Noteć og indlemmede Krajna i Kongeriget Polen i de næste 700 år.
Den første bevarede omtale af Wyrzysk går tilbage til 1326; stedets navn blev dengang optaget i den såkaldte Storpolske Codex. Wyrzysk fik sandsynligvis kongebrevet før 1450; i 1565 fik den stadsret under de såkaldte Magdeburgrettigheder. 
Administrativt var det placeret i Kalisz-voivodskabet i Provinsen Storpolen under Kongeriget Polens krone. Som et resultat af en række krige i anden halvdel af det 17. århundrede og begyndelsen af det 18. blev Wyrzysk faktisk en landsby. Wyrzysk blev annekteret af Kongeriget Preussen i 1772 i Polens første deling. Byrettighederne blev fornyet i 1773 af den preussiske konge Frederik den Store, som gjorde byen til et centrum, der administrerede opførelsen af Bydgoszcz-kanalen og reguleringen af Noteć. Fra 1807 til 1815 var byen en del af det polske Hertugdømmet Warszawa, oprettet af Napoleon, og efterfølgende blev den givet tilbage til Preussen som et resultat af Wienerkongressen. Den forblev preussisk indtil slutningen af 1. verdenskrig.